# ふたりにクギづけ
『ふたりにクギづけ』（Stuck on You）は2003年、アメリカ製作のコメディ映画。ファレリー兄弟監督。腰のところで繋がった結合双生児のボブとウォルトが引き起こす騒動を描く。

## あらすじ
アメリカ東部のマーサズ・ヴィニヤードという小さな島に、生まれつき腰のところで繋がった結合双生児のボブ(弟)とウォルト(兄)のテナー兄弟が暮らしていた。テナー兄弟は結合した体に不便さを感じさせないほど見事な連携プレイでハンバーガー屋の仕事や趣味のスポーツに励み日々を楽しんでいた。そんな中、これまで地元で細々と一人芝居をするウォルトが「ハリウッドで本物の役者になりたい。3ヶ月間で成功しなければ島に戻る」とボブを説得して、兄弟でハリウッドに向かうことに。
ロサンゼルスにあるハリウッドに着いたテナー兄弟は早速アパートで暮らし始め、ウォルトは映画やCMのオーディションを受けまくるが不採用の嵐。しかし女優志望のアパートの住人・エイプリルと知り合ったテナー兄弟は、彼女の元エージェントの男と契約するとすぐにウォルトの映画出演が決まる。一方ボブには異性として意識するロサンゼルス在住のメル友の女性・メイがいたが会ったことはなく、ウォルトが勝手に連絡して2人の初デートの約束をしてしまう。メイと初対面したボブは障害を告白する勇気がなく、ウォルトと密着した体がバレないよう3人でドライブデートをして何とか障害を隠し通す。
後日映画初出演のため喜び勇んで撮影スタジオに行くテナー兄弟だったが、その映画がポルノ映画だったため急遽出演を辞めて帰ろうとした所、有名女優のシェールと出会う。シェールは三流ドラマと知らずに受けた仕事を制作サイドに契約破棄させる目的で、障害を持つウォルトを出演させることを思いつく。そうとは知らないウォルトは全国ネットのドラマの主役の1人に選ばれたことをボブと喜び、後日ボブが映らない撮影方法で撮影がスタートする。放送後シェールの思惑とは裏腹にドラマはヒットの兆しを見せるが、後日ウォルトが結合双生児であることが外部に漏れてニュース番組で取り上げられてしまう。
一夜にしてテナー兄弟が結合双生児であることが知れ渡ると、メイは戸惑って会うことをためらい、ウォルトはドラマの打ち切り話が飛び出してしまう。後日エイプリルから「隠さないで堂々と世間に障害を話すべき」との助言を受けたテナー兄弟は、人気トーク番組に出て普段の自分たちを見せる。その後ドラマの継続が決まるウォルトだったが、メイのことで落ち込むボブを見て「オレ達の将来のため分離手術をすべきだ」と言い出す。数日後ボブのもとにメイが現れて2人きりで話し合い、お互いの至らなかった行動を謝罪して改めて2人は交際宣言をする。分離手術を決意したテナー兄弟は後日、病院でメイとエイプリルに身を案じられながら数時間に渡る大手術を受けて無事成功し、人生の新たな一歩を踏み出す。

## 登場人物
ボブ・テナー
主人公。真面目で朗らかな性格で努力家で兄よりもスポーツが得意だが、恋愛に関しては奥手で異性相手だと上手く話せない。プレッシャーに弱く時々過呼吸らしきパニックの発作を起こしたり、ウォルトの演劇の本番中には多量の汗をかいている。3年前からメイとメールのやり取りをしているが、勇気が出せなくて自身の障害を隠している。
ウォルト・テナー
準主人公。いつも冗談を言うおちゃらけた性格だがムードメーカーで行動力がある。奥手な弟とは対照的に障害を抱えながらも女好きでステキな女性を見かけるとすぐに声をかけようとする。利き手は左。趣味は、一人芝居の演劇活動とクロスワードパズル。9年間地元のホールで一人芝居をしている。ボブの恋愛が上手くいくよう気にかける。
メイ・フォン
ボブとメールで親しくやり取りをする女性。中国出身でカリフォルニア州在住。たまたまだが、彼女もボブと同じようなパニックの発作を起こすことがある。ボブからのメールでは障害のことはおろかウォルトの存在すら知らされていない。ボブとウォルトに出会ったあと、エイプリルとも親しくなる。
エイプリル・マーセディース
役者志望の女性。ボブとウォルトが暮らし始めるハリウッドにあるアパートの住人。出会ってすぐに2人と打ち解けてそれ以降何かと助言をする。ノリが良くて親しみやすい性格。今のところランジェリーのモデルをしていて、オーディション情報が載った業界新聞を読むのが日課。いつ頃からかウォルトと男女の関係となる。
モーティ・オレイリー
ウォルトのエージェントで、エイプリルの元エージェント。高齢者で、老人ホームに暮らしており普段は電動車イスに乗って移動している。エイプリル曰く「クソ野郎」とのことで人柄や考え方はあまり良くないとのこと。映画の製作総指揮を務めることもある。
シェール
ハリウッドの元オスカー女優。作中では自身のことを“ホットなスター”だと思っているが、実際には落ち目気味で仕事のオファーも三流ドラマやクイズ番組の末席のゲストばかりの状態。プライドが高い性格でマネジャーに食って掛かったりわがままを言う。
メリル・ストリープ
世界的に有名なハリウッド女優。レストランで食事していた所、偶然ボブとウォルトと出会う。作中では以前マーサズ・ヴィニヤード島に映画の撮影で訪れ、島を気に入り撮影後も数週間滞在したとのこと。有名女優でありながら気さくな人柄なため、ボブとウォルトから尊敬されている。
グリフィン・ダン
ウォルトが出演する劇中劇のドラマ『ハニー＆ザ・ビーズ』の監督。テレビ局の方針でドラマ撮影時にボブが画面に映らないように色々と工夫する。ドラマの脚本に口を挟んだボブとちょっとした衝突を起こす。
フランキー・ムニッズ
シェールの恋人。ティーンエイジャーの少年。テナー兄弟が出たテレビのトーク番組を自宅でシェールと2人で見る。
ミミー
テナー兄弟の地元の島の住民。ハンバーガー店のホール係のおばあさん。店内で食べる客に限り注文から商品が来るまで3分以上かかるとタダになるため、客の注文を正確にできるだけ素早く出すよう店員たちに指示する。
ロケット
テナー兄弟の地元の島の住民。ハンバーガー店で飲み物を提供する係。知的障害者らしき男性で、時々客の注文を間違えたり飲み物の配膳時間が遅れてトラブルを起こすことがある。テナー兄弟と同じアイスホッケーのチームに所属。

## テナー兄弟に関すること
生まれつき腰の部分だけ繋がっている結合双生児。32歳。並んだ状態だと弟のボブが向かって左で兄のウォルトが右。両手両足はそれぞれの意思で自由に動かせ、体がくっついてはいるが可動域は結構広く相手と背中合わせになることはできる。
生まれた時から暮らしている島で現在はハンバーガー店のオーナー兼調理係として働き、地元住民から慕われている。現在の共通の趣味はアイスホッケーで、他にもハンバーガーの調理時や様々なスポーツをする時など2人で息の合ったコンビネーションを見せる。
以前兄弟で分離手術について話したこともあるが、肝臓がほとんどないウォルト側の手術成功率が5割で、それを心配したボブの反対により手術には否定的。
ちなみに兄役を演じるグレッグは弟役を演じるマットより実年齢で7歳年上だが、作中のウォルトのセリフで「双子だが肝臓のほとんどがボブの体にあり、その影響で俺だけ早く老け込んでいる」などと言っている。

## キャスト
| 役名                       | 俳優                 | 日本語吹替 |
| -------------------------- | -------------------- | ---------- |
| ボブ・テナー               | マット・デイモン     | 草尾毅     |
| ウォルト・テナー           | グレッグ・キニア     | 堀内賢雄   |
| エイプリル・マーセディース | エヴァ・メンデス     | 杉本ゆう   |
| モーティ・オレイリー       | シーモア・カッセル   | 北村弘一   |
| 本人                       | シェール             | 小宮和枝   |
| 本人                       | グリフィン・ダン     |            |
| 本人                       | メリル・ストリープ   | 竹村叔子   |
| 本人                       | フランキー・ムニッズ |            |

NFL選手のトム・ブレイディがコンピュータ・オタク役でカメオ出演している。

## 製作
- 監督 ボビー・ファレリー、ピーター・ファレリー（ファレリー兄弟）
- 製作総指揮 マーク・S・フィッシャー
- 脚本 ピーター・ファレリー、ボビー・ファレリー（ファレリー兄弟）
- 音楽 マイケル・アンドリュース

## 評価
レビュー・アグリゲーターのRotten Tomatoesでは157件のレビューで支持率は61%、平均点は6.00/10となった。Metacriticでは37件のレビューを基に加重平均値が62/100となった。